# Slaget ved Stiklestad
Slaget ved Stiklestad fandt sted 29. juli 1030. Det var et af Norges mest berømte slag, hvorunder den kristne vikingekonge Olaf Haraldson faldt for øksehug sammen med det meste af sin hær i kamp mod lokale høvdinge, ledet af Kalv Arnesen, sammen med Knud den Store (Konge af Danmark og England). Kongen blev helgenkåret under navnet Olav den Hellige, da det hed, at der skete mange undere ved hans grav.

## Baggrund
I 1028 måtte Olav Haraldsson, 13 år efter at han blev konge, gå i eksil efter at Knud den Store og Ladejarlen havde indgået en alliance. Han flygtede til Gardarike og opholdt sig der et års tid.
Da Håkon Jarl druknede i 1029, øjnede Olav igen muligheden for at få magten i Norge. Han vendte tilbage med en hær gennem Sverige og nåede til Verdal nord for Nidaros. Den 29. juli 1030 mødte han ved gården Sul en hær ledet af vikingehøvdingerne Hårek fra Tjøtta, Tore Hund og Kalv Arnesson. 200 år senere skrev sagaskriveren Snorre Sturlason, at denne hær bestod af mere end 7.000 mand, omkring dobbelt så mange som Olavs. Tallet er usikkert, både de absolutte tal og forholdstallet, men det er formodentlig korrekt, at Olav havde færre soldater end sine modstandere.
Olav havde på det tidspunkt ingen væsentlig indflydelse i Norge. Han havde gjort sig upopulær hos stormændene grundet sin tyranniske optræden, hos bønderne på grund af tvangskristningen og hos sin egen familie ved at udrydde sine konkurrenter til tronen. Kongshæren bestod hovedsagelig af dele af hirden, udenlandske soldater og tilfældige eventyrere, han havde rekrutteret på vejen gennem Sverige. Den såkaldte bondehær var en bred alliance af norske høvdinger, frie bønder, kristne og hedninge.

## Slaget
Morgenen, før slaget begyndte, sov Olav en stund. Han skal have fortalt, at han drømte, han klatrede op ad en stige ind i himlen. Dette blev en vigtig del af Olavslegenden, da det blev set som et tegn på, at Olav havde fået vide, at han skulle lide martyrdøden.
Bondehæren viste sig at være den stærkeste, og Olav blev omringet af sine fjender. Snorre fortæller, at han blev dræbt af tre sår; Torstein Knarresmed huggede ham i låret med sin daneøkse, Tore Hund stak et spyd i hans mave, og han fik et hug i halsen med et sværd. Legenden fortæller, at han fik hugget i låret først og kastede sit sværd fra sig. Af de tre sår døde kongen.

## Efterspil
Efter kongens fald skiftede stemningen i bondehæren: først hos høvdingene og siden hos bønderne. Olav blev gravlagt nær ved valpladsen, og der opstod rygter om at han var en helgen. Efter et år blev hans lig gravet op, og det var i den samme tilstand, som da han døde. Det blev opfattet som et sikkert tegn på hans hellighed, og liget blev flyttet til Nidaros og opbevaret i St. Olavs skrin, den vigtigste og mest kostbare genstand i Norge i middelalderen.

## Friluftspil og Kapel
Ved Stiklestads Nationale Kultursenter i Verdal i Nord-Trøndelag opføres hvert år fra 24. juli til den 29. juli et friluftspil om Olav den Hellige.
Den katolske kirke købte i 1875 en grund ved slagstedet for at bygge kapel, som blev indviet på årsdagen for slaget, 29. juli 1930. St. Olavs kapel er fortsat i brug, og i 2000 velsignede pave Johannes Paul II dem, som deltog i de liturgiske fejringer, der i forbindelse med Olsok (fra norrønt ólafsvaka), en fest for Olav den Hellige, som fejres på hans dødsdag 29. juli.
På Færøerne fejrer man Ólavsøku hvert år d. 28 og 29 juli. Ólavsøku er opkaldt efter Olav den Hellige, og det er på hans dødsdag Lagtinget begynder sit nye år efter sommerpausen. 29 juli er Færøernes nationaldag.

## Slagdatoen
Datoen 29. juli 1030 er i henhold til den julianske kalender, som var i brug i middelalderen. Efter vor tids kalender, den gregorianske kalender, stod slaget den 4. august 1030.